# Bockwindmühle Lindhorst

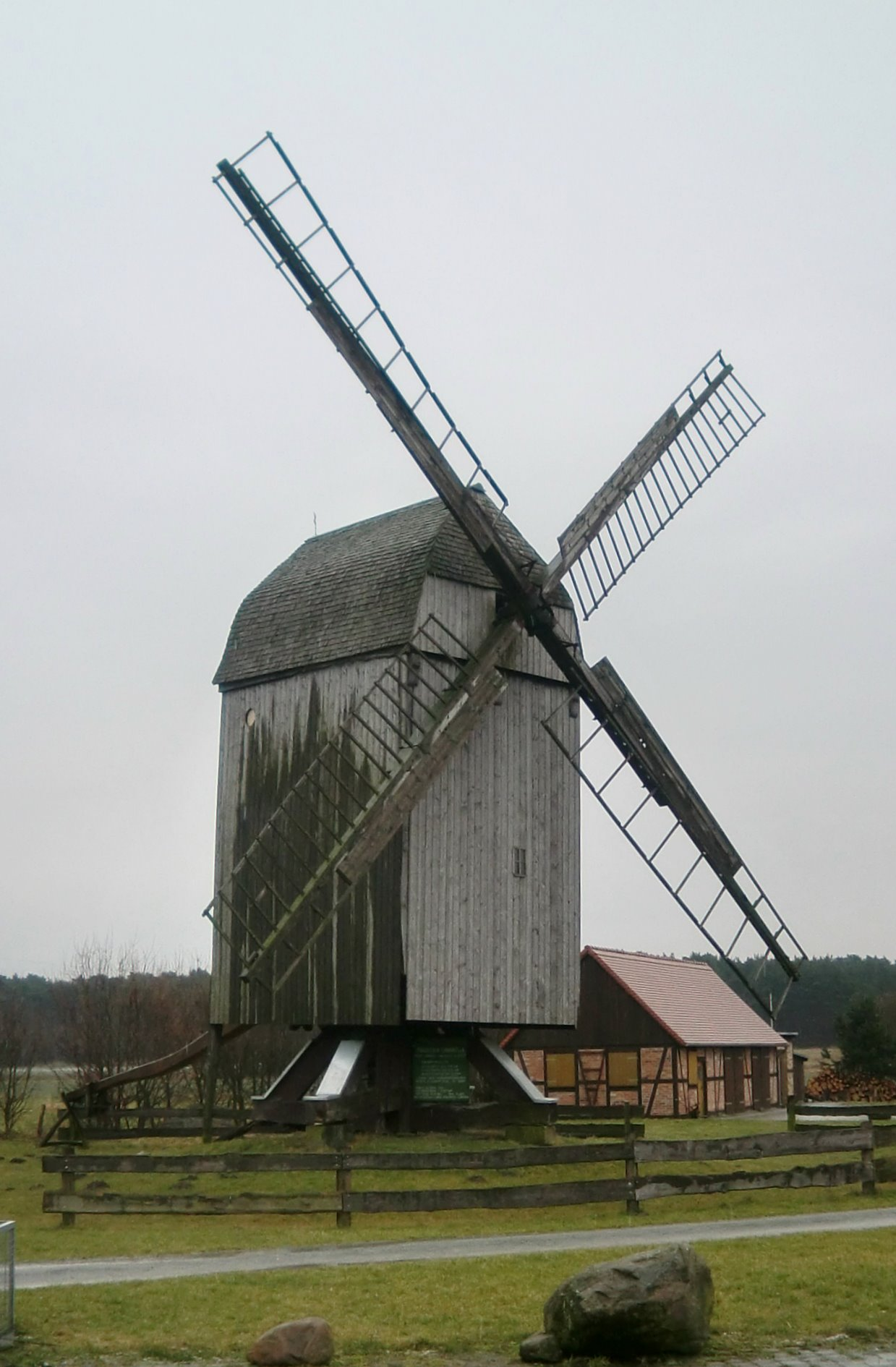
Bockwindmühle Lindhorst

Die Bockwindmühle Lindhorst ist eine restaurierte, funktionstüchtige Bockwindmühle bei Lindhorst in Sachsen-Anhalt.

## Geschichte
Die Mühle entstand 1861 an der Straße von Lindhorst nach Colbitz im Auftrag eines Alexander Theodor Lüders. Einige Teile der Mühle, so insbesondere Hausbaum, Hammerbalken und Bock sind jedoch noch deutlich älter. Unter dem späteren Mühlenbesitzer Hermann Röhle wurden Teile der Windmühle erneuert. Dies betraf 1893 die Königswelle und 1901 den Wellkopf. Der Sackaufzug stammt aus dem Jahr 1923. Letzter Müller auf der Mühle war Müller Lindemann, der die Anlage noch bis in die 1960er Jahre betrieb. Die Mühle war dann ungenutzt und verfiel. 1981 verstarb Lindemann. In den sich anschließenden Jahren des Leerstandes des Grundstücks nahm der Verfall rasch zu. Ein späterer Käufer unternahm gleichfalls nichts zur Unterhaltung der Mühle.
1990 soll es Pläne gegeben haben die Mühle abzubauen und nach Schleswig-Holstein zu verkaufen. Dies wurde unter Gesichtspunkten des Denkmalschutzes untersagt. Aufgrund dieses Vorgangs gründete sich am 30. Oktober 1990 der Verein zur Erhaltung der Bockwindmühle Lindhorst e.V. Der Verein setzte sich für den Erhalt und die Restaurierung der Mühle ein.
Zunächst wurde das Dach abgedichtet. 1991 wurden die Flügel abgebaut. Am 30. Mai 1992 wurde die Mühle, vor 2.000 Zuschauern, mit Hilfe eines Krans von ihrem bisherigen Standort auf ein 57 Meter entferntes Grundstück der Gemeinde umgesetzt. Es folgte eine Sanierung des Mühleninneren. 1994 wurden die Flügel wieder angebracht und die Bretter der Außenverkleidung erneuert. Das Dach wurde mit Holzschindeln neu eingedeckt.
Die Mühle ist heute wieder funktionsfähig und wird zu besonderen Anlässen in Betrieb genommen.